# امسل (مریلند)
امسل، ماریلند (به انگلیسی: Amcelle, Maryland) یک محدوده ثبت‌نشده در ایالات متحده آمریکا است که در شهرستان الیگنی، ایالت مریلند است.